# Batalha de Dunbar
A Batalha de Dunbar foi uma das primeiras grandes batalhas travadas durante a primeira guerra de independência escocesa. O rei inglês, Eduardo I, havia invadido a Escócia no começo de 1296 para punir o monarca escocês, João Balliol, por ele não ter concordado em apoiar seu país na luta contra a França. O combate terminou como uma decisiva vitória inglesa. O rei da Escócia então renunciou ao trono e se rendeu. A Inglaterra prosseguiu avançando em território escocês, esmagando qualquer resistência. Somente quase um ano e meio mais tarde, em Stirling, os ingleses conheceriam sua primeira grande derrota na guerra, pelas mãos de Andrew Moray e William Wallace.